# Tidestromia valdesiana
Tidestromia valdesiana là loài thực vật có hoa thuộc họ Dền. Loài này được Sánchez-del Pino & Flores Olvera miêu tả khoa học đầu tiên năm 2002.